# كوبرين
كوبرين (بالبيلاروسية: Кобрын )‏ هي مدينة، في روسيا البيضاء، تقع في Kobryn district ‏، وBerestia ‏، وKobrinsky Uyezd ‏، بلغ عدد سكانها 53,177  نسمة وذلك حسب إحصائيات سنة 2009، تبلغ مساحتها 30.5 كيلومتر مربع، رمزها البريدي هو 225301–225306، و225860.

## معرض صور

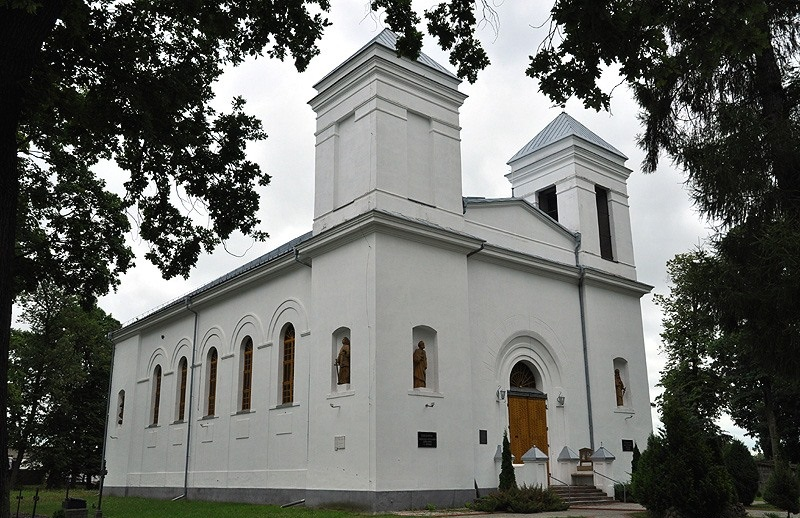
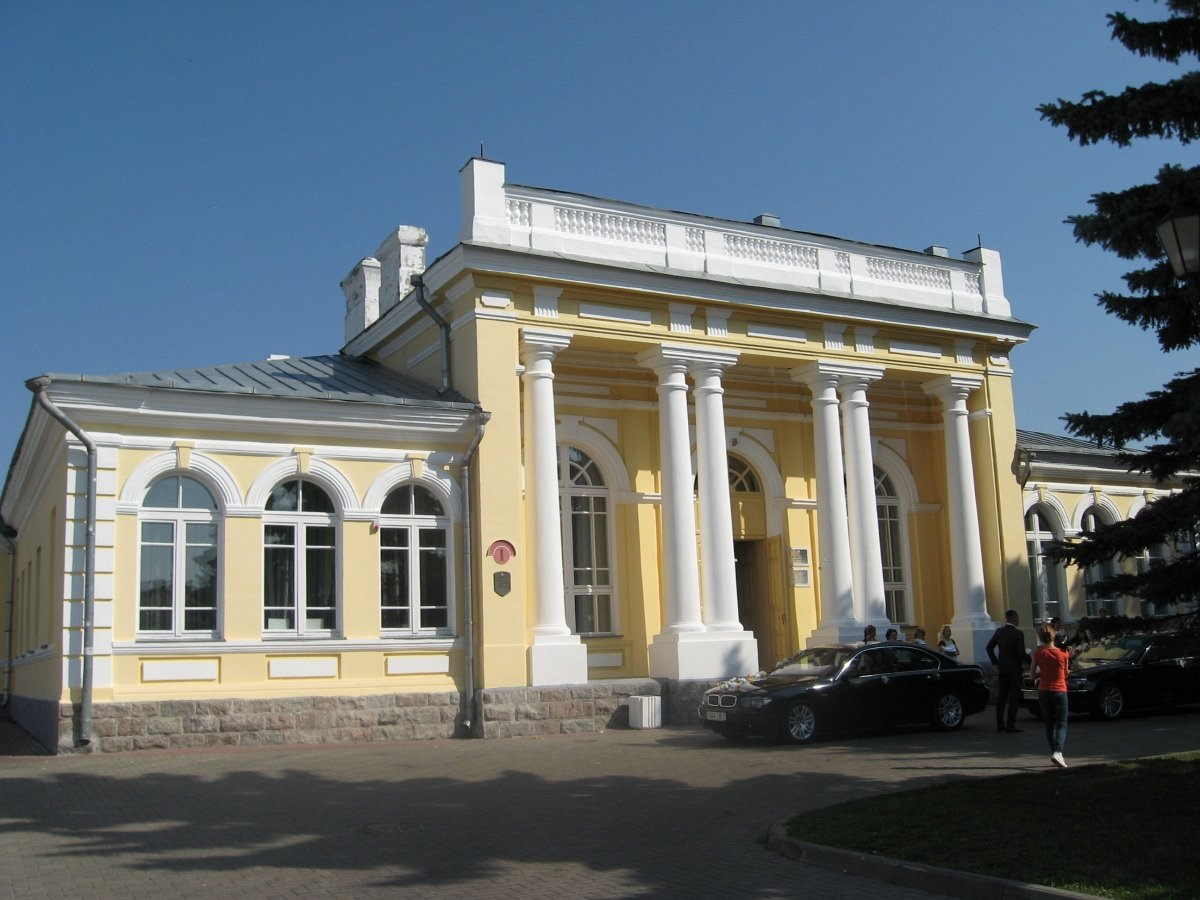
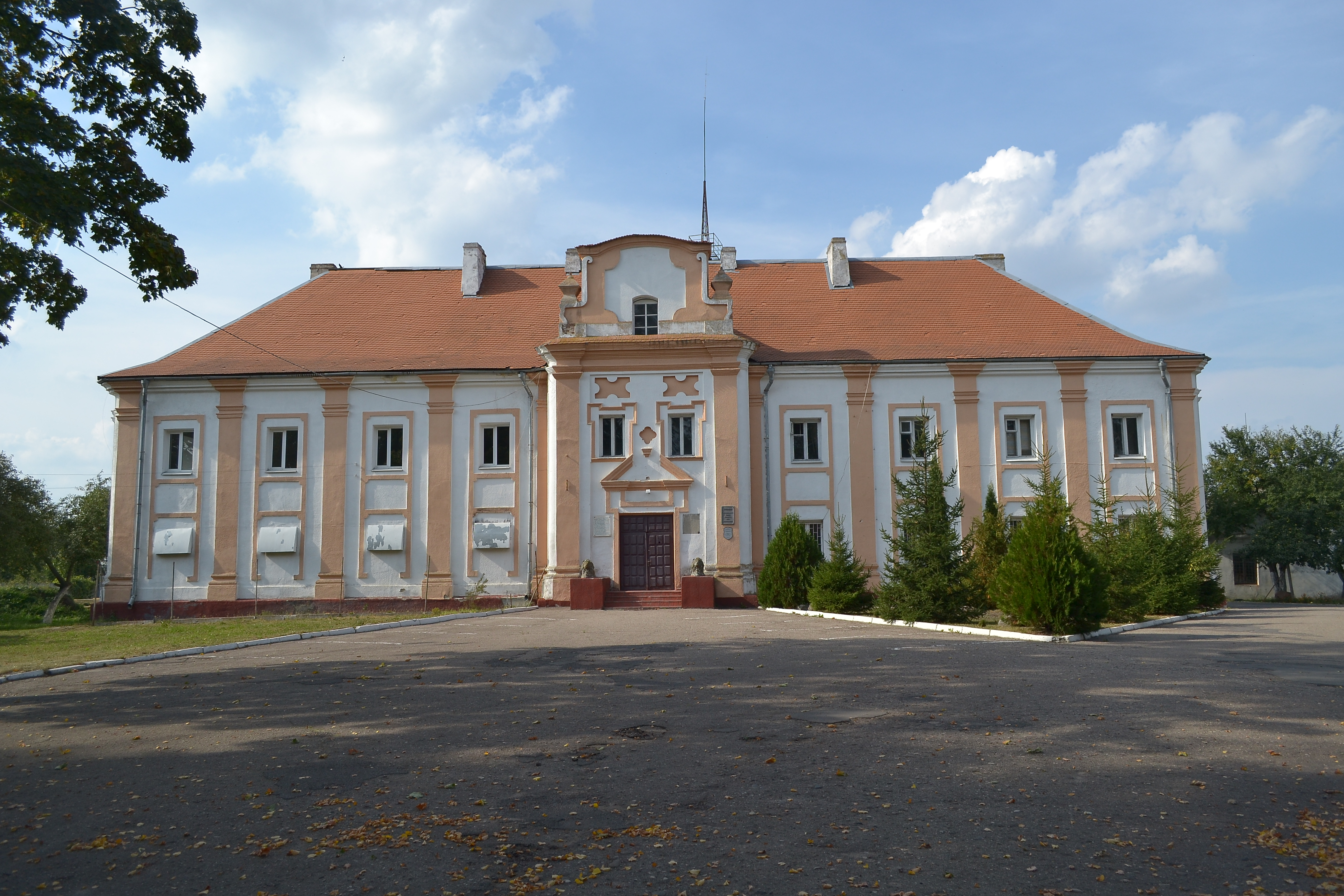
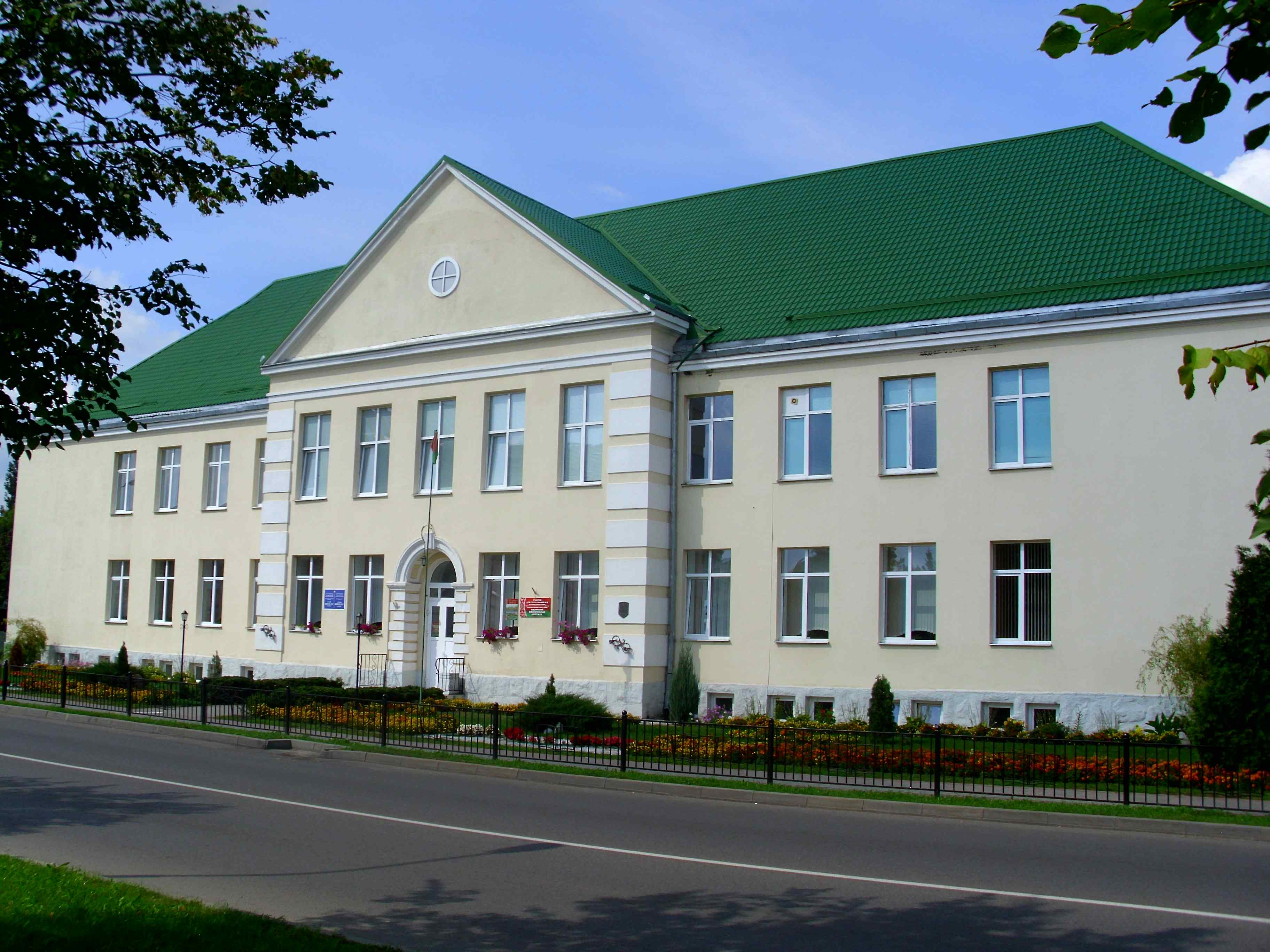
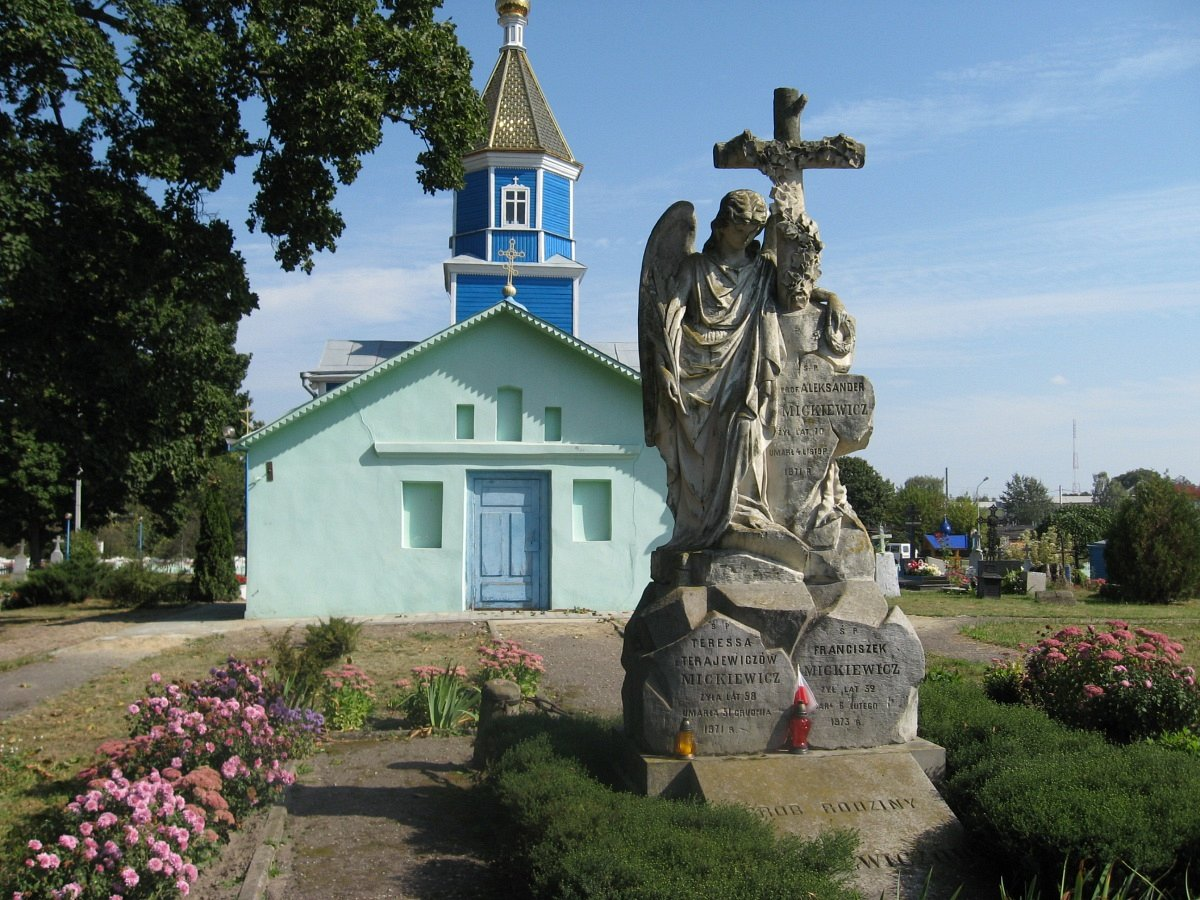
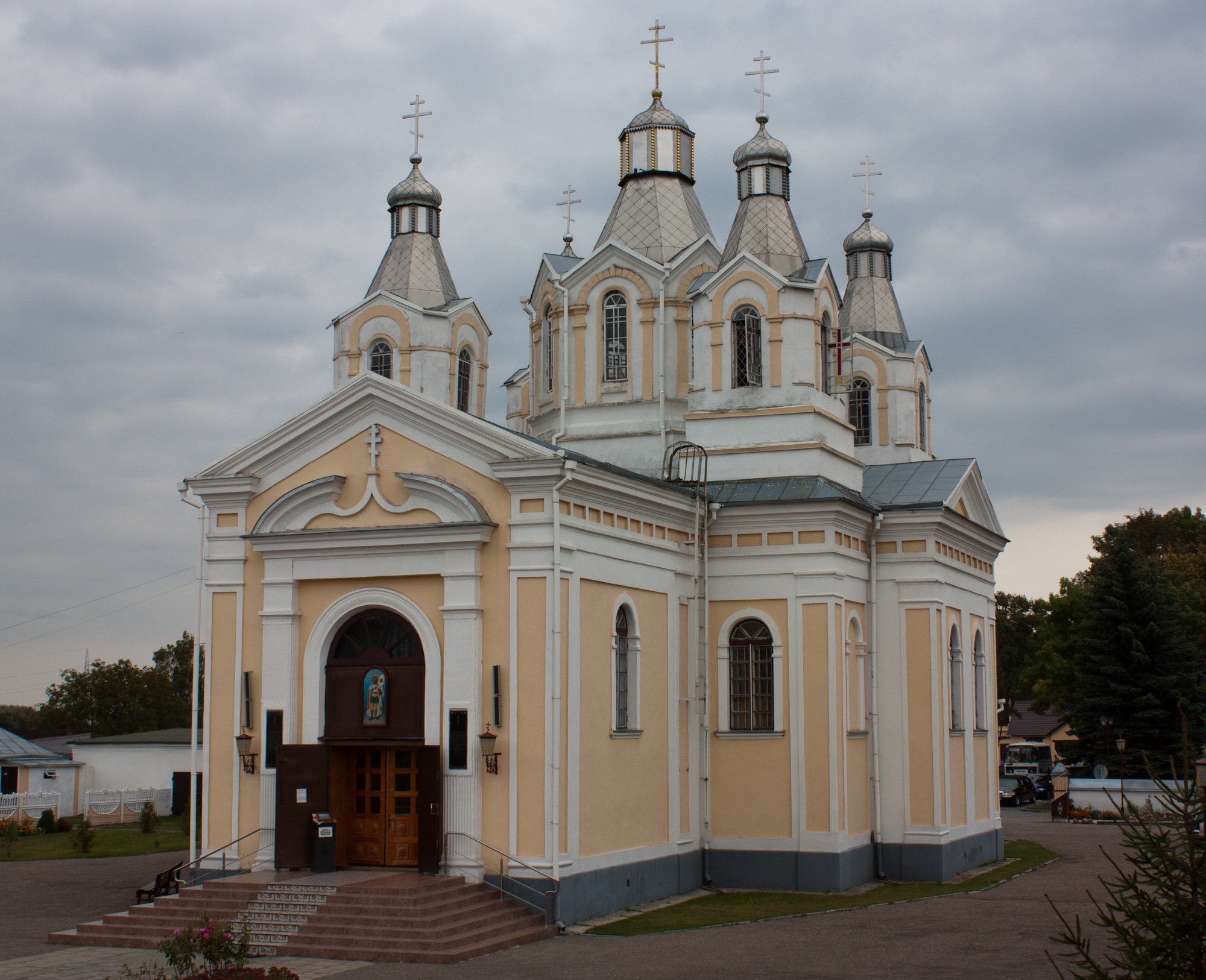

## مدن توأم
المدن التوأم:
- غلروس
- أويلتسن
- فراتسا.

## أعلام
- تاتيانا برلين
- أوسكار زاريسكي
- صموئيل إبستاين